# Spazio di testa (armi)

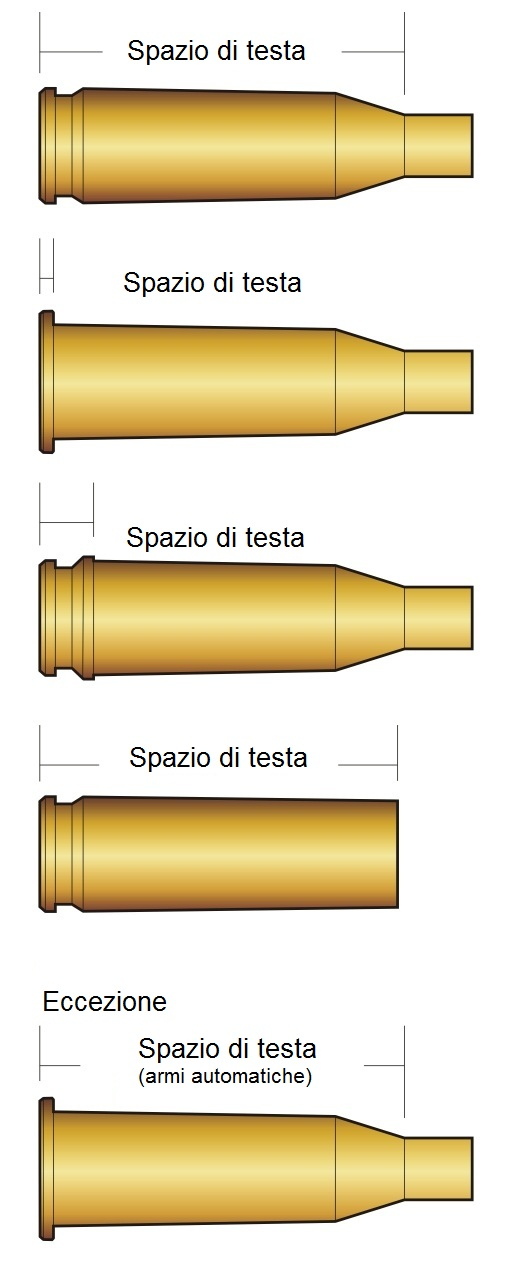
Immagine di vari spazi di testa, dall'alto sulla spalla, sulla cima del collarino, al cinturino, al colletto e alla spalla

Lo spazio di testa (o headspace, dall'inglese), in un'arma da fuoco, indica la distanza misurata dalla parte della culatta che blocca il movimento in avanti della cartuccia dinanzi alla faccia dell'otturatore.
Se lo spazio di testa è troppo corto, la munizione può non incamerarsi correttamente. Se lo spazio di testa è troppo largo, il bossolo della cartuccia può rompersi, con il rischio di danneggiare l'arma e di ferire il tiratore.

## Le cartucce

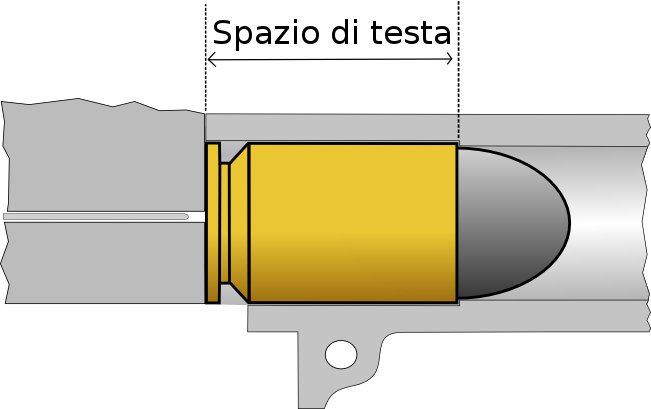
Lo spazio di testa di un .45 ACP

Cartucce diverse hanno le loro linee di riferimento (cioè dove la cartuccia si appoggia nella camera) in diverse posizioni rispettivamente al bossolo. Per esempio, le munizioni 5,56 × 45 mm NATO hanno la linea di riferimento sulla spalla della cartuccia, mentre le .303 British hanno la linea sulla parte superiore del collarino della cartuccia.
Come regola generale le cartucce flangiate (rimmed) o semiflangiate (semirimmed) hanno uno spazio di testa pari allo spessore del collarino, mentre le cartucce non flangiate (rimmless) hanno uno spazio di testa pari alla lunghezza del bossolo (per le cartucce con bossoli cilindrici) o fino alla spalla (bossoli con spalla). Caso particolare sono le cartucce cinturate, nelle quali la cintura dovrebbe arrestare il moto della cartuccia, ma in realtà viene usata anche la spalla.
Proprio per via dell'headspace, una munizione .308 Winchester non può essere inserita in un fucile camerato per il 7,62 x 51 mm NATO. Infatti, benché le due munizioni siano pressoché dimensionalmente identiche, i fucili camerati in 7,62 x 51 mm NATO hanno un headspace più largo rispetto a quelli camerati in .308 Winchester e per questo motivo è pericoloso farlo.

## Misura

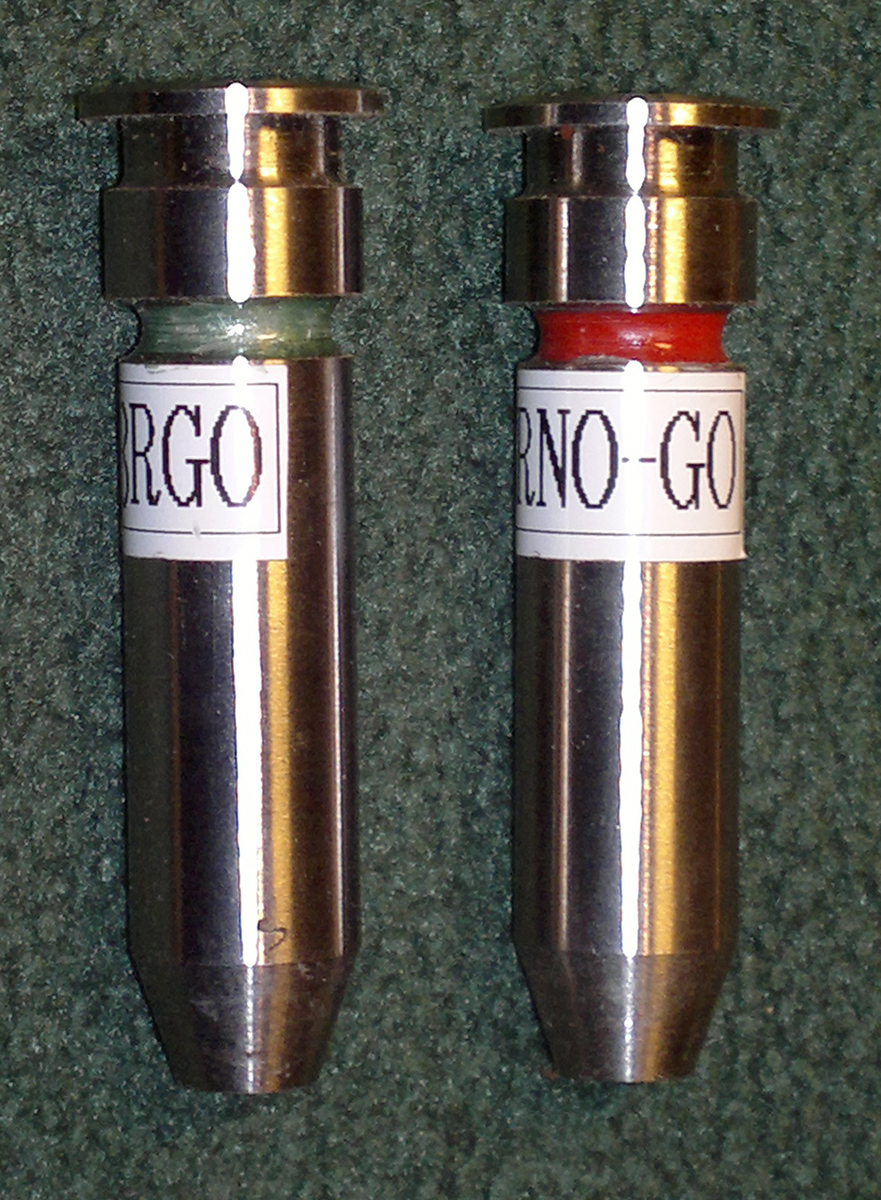
Calibri tampone "Go" e "No go"

La misura dell'heaspace avviene tramite dei particolari calibri di prova detti calibri tampone, i quali riproducono la forma del bossolo originale.
La misura viene fatta tramite due calibri tampone, uno detto "passa" (o "go", dall'inglese) che, una volta inserito nella camera di scoppio, deve permettere all'otturatore di chiudersi completamente, e uno detto "non passa" (o "no go") che, una volta inserito nella camera di scoppio, non deve far chiudere l'otturatore.
Nel caso in cui l'otturatore non si chiude con la munizione "go", vuol dire che c'è troppo poco headspace, se invece si chiude sulla "no go", vuol dire che c'è troppo headspace.
È presente anche un terzo tipo di calibro tampone, detto "field", che misura il massimo headspace sicuro per utilizzare l'arma. Il suo utilizzo avviene rimuovendo l'estrattore e l'espulsore dall'otturatore, e poi inserendolo nella camera di scoppio. Nel caso in cui l'otturatore si chiude completamente vuol dire che l'arma non è sicura.
| Calibro tampone | Cosa misura                                                   | Se l'otturatore si chiude | Se l'otturatore non si chiude                                                                                           |
| --------------- | ------------------------------------------------------------- | --- | --- |
| Go              | Spaziatura minima dell'headspace                              | L'headspace è maggiore della specifiche minime. | L'headspace è troppo breve. Rischio di scorretto incameramento della munizione, inceppamento dell'arma e mancato fuoco. |
| No-Go           | Spaziatura massima dell'headspace                             | L'heaspace è maggiore delle specifiche massime. Rischio di rottura del bossolo e fuoriuscita di gas ad alta pressione. Pericolo di ferire il tiratore e danneggiare l'arma. | L'headspace è al di sotto delle specifiche massime.                                                                     |
| Field           | Massimo headspace assoluto per utilizzare in sicurezza l'arma | L'arma non è sicura da usare. Alto rischio di rottura del bossolo. | L'headspace è inferiore al massimo per utilizzare in sicurezza l'arma. L'arma dovrebbe essere sicura.                   |